# Mischlicht
Mischlicht bezeichnet Aufnahmesituationen, in denen Lichtquellen unterschiedlicher Farbzusammensetzung gleichzeitig vertreten sind. Je nach Art der Lichtquellen können sie sich in der Farbtemperatur unterscheiden, oder auch komplett in der Zusammensetzung des Farbspektrums (z. B. Leuchtstoffröhren). Echte Neonröhren leuchten nur in rot, Natriumdampflampen nur in gelb.
Typische Situationen sind z. B. Aufnahmen in der Dämmerung mit einem Restanteil von Sonnenlicht und Straßenlaternen, Blitzaufnahmen mit einem Anteil der normalen Raumbeleuchtung, Leuchtstoffröhren und Glühlampen.
In der Aufnahmesituation wird die unterschiedliche Farbzusammenstellung nicht oder nur unzureichend wahrgenommen, da die menschliche Wahrnehmung die Farbabweichung „automatisch“ mit Erfahrungswerten ausgleicht.
Je nach Absicht des Fotografen kann Mischlicht ein störender Faktor, oder ein gewollter (bzw. bewusst in Kauf genommener) Effekt sein. So kann z. B. bei Aufnahmen mit Blitzlicht die im Vergleich rötlich/gelbe Färbung von Glühlampenlicht für eine Aufhellung von Schatten sorgen, bei der die Schatten aber noch deutlich als solche zu erkennen sind.

## Beispiel

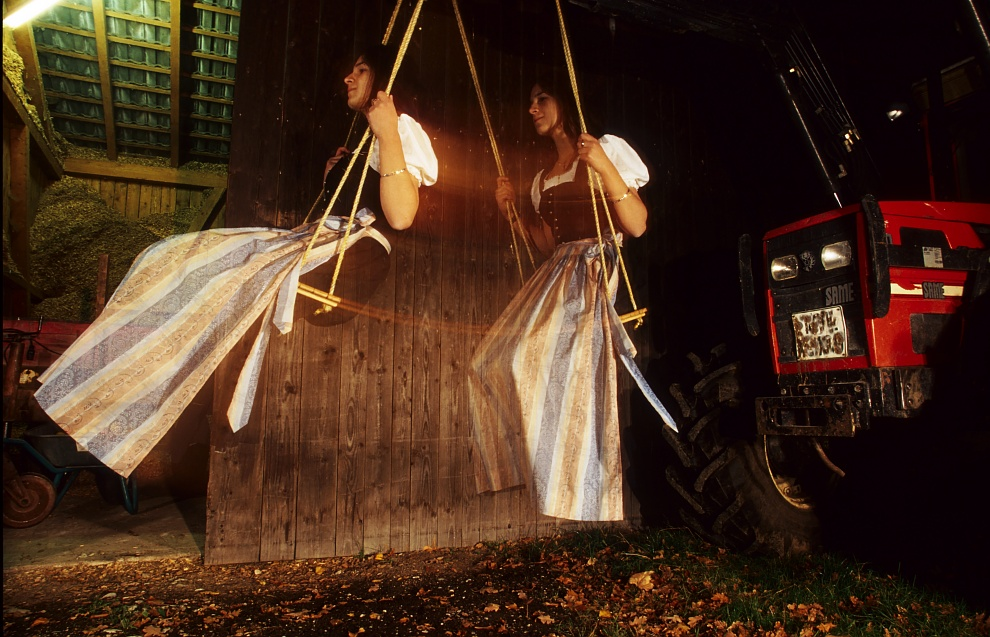
Beispiel für Mischlicht

Das Beispielbild ist auf Tageslicht-Diafilm aufgenommen. Dementsprechend sind vom Blitzlicht beleuchtete Bildelemente farbrichtig wiedergegeben, da Blitzlicht dem Tageslicht nachempfunden ist. Der Innenraum der Scheune hat den typischen Grünstich einer Leuchtstoffröhre. Die Wischspuren von dem Bewegungseffekt haben einen Gelbstich von den Halogenlampen des Einstelllichts der Blitzanlage.
Siehe auch: Available Light, Portal:Fotografie